# Йоррінг (муніципалітет)
Йоррінг (дан. Hjørring) — комуна у регіоні Північна Ютландія королівства Данія. Адміністративний центр комуни — місто Йоррінг.

## Географія
Площа — 926.2 км². 

## Населення
У 2012 році населення муніципалітету становило 66 178 осіб.

## Міста-побратими
- Керава, Фінляндія[3]
- Крістіансанн, Норвегія[4]
- Люблін, Республіка Польща (13 березня 2017)[5][6]
- Рейк'янесбаїр, Ісландія[7]
- Рунавік[d], Фарерські острови
- Рунавік, Фарерські острови[8]
- Тролльгеттан, Швеція